# Klein Steimke
Klein Steimke ist ein Ortsteil der Stadt Königslutter am Elm im Landkreis Helmstedt in Niedersachsen.

## Lage und Verkehrsanbindung
Die Ortschaft liegt am Nordrand des Naturparks Elm-Lappwald, rund 1 km nördlich der A 2, und ist von ihr über die Anschlussstelle 59 (Königslutter) zu erreichen. Landstraßen führen im Norden nach Wolfsburg-Neindorf und im Süden nach Ochsendorf, die Straße nach Glentorf ist heute für den allgemeinen Fahrzeugverkehr gesperrt. Durch Klein Steimke führt die Regionalstrecke „Von der Elbe zum Harz“ (grüne Route) der Deutschen Fachwerkstraße. Buslinien der Kraftverkehrsgesellschaft Braunschweig führen von Klein Steimke nach Königslutter und bis zum Hauptbahnhof in Wolfsburg.

## Geschichte
Die Entstehung der Kapelle wird um 1513 vermutet, als die Glocke gegossen wurde.
Um 1600 gehörte Klein Steimke zum Amt Fallersleben. 1848 wurde der Gasthof erbaut. 1885 kam Klein Steimke in den neu gegründeten Landkreis Gifhorn; zuvor gehörte es zur Gografschaft Hasenwinkel, die ihren Sitz in Heiligendorf hatte. 1887 bekam das Dorf eine Ziegelei, 1894 folgte die Gründung des Schützenvereins. 1953 wurde die Freiwillige Feuerwehr gegründet. Von 1965 an bildeten die Gemeinden Ahmstorf, Almke, Klein Steimke, Rhode und Uhry die Samtgemeinde Rhode, ohne dass die Mitgliedsgemeinden ihre Selbstständigkeit aufgaben.
Am 1. März 1974 wurde die Gemeinde Klein Steimke aus dem Landkreis Gifhorn in die Stadt Königslutter am Elm und damit in den Landkreis Helmstedt eingegliedert. 1993 bekam Klein Steimke erstmals ein Wappen.

## Politik

### Ortsrat
Ortsbürgermeister von Glentorf und Klein Steimke ist Peter Altenbach (CDU, Stand 2018) Bei der Kommunalwahl 2011 wurde letztmals ein eigener Ortsrat für Klein Steimke gewählt, der fünf Sitze umfasste. Bei der letzten Kommunalwahl 2016 erfolgte die Wahl eines gemeinsamen Ortsrates für Klein Steimke und Glentorf, der sieben Sitze umfasst. Von 130 Wahlberechtigten nahmen 2016 rund 67 % an der Ortsratswahl teil.

### Wappen
Das 1993 eingeführte, von Wilhelm Krieg entworfene Wappen zeigt einen blauen Löwen auf gelbem Grund, der von vier roten Herzen eingerahmt wird. Es erinnert damit an das Wappen des Herzogtums Lüneburg, zu dem Klein Steimke einst gehörte, und an das Wappen von Königslutter. Die Wellenlinie verweist auf die westlich von Klein Steimke verlaufende Schunter.

## Einrichtungen

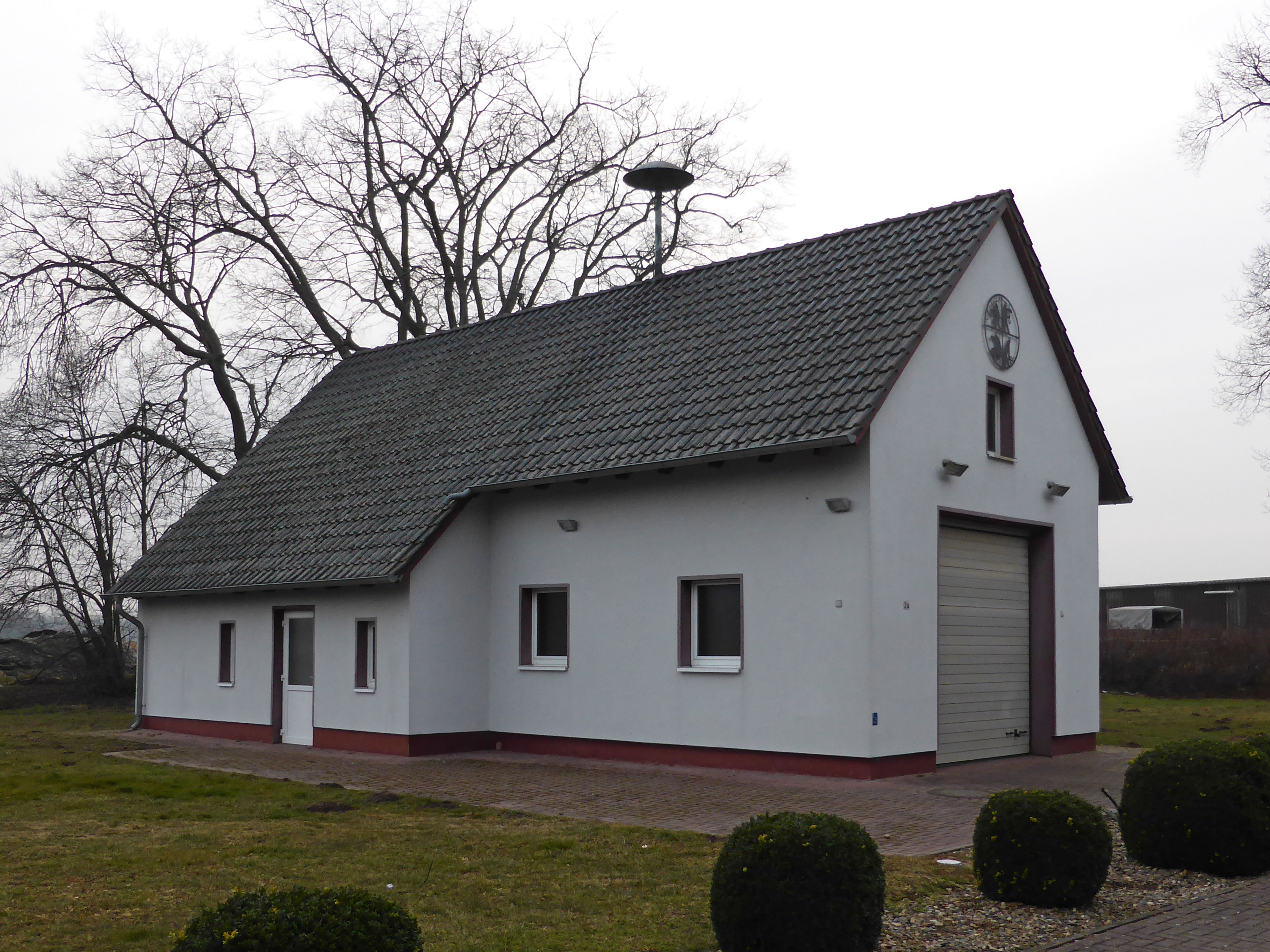
Feuerwehrhaus

In Klein Steimke besteht eine Kapelle, die zum Pfarrbezirk St. Stephani der Gemeinde Hasenwinkel im Kirchenkreis Wolfsburg-Wittingen der Landeskirche Hannovers gehört. Die katholischen Einwohner gehören zur Kirche St. Mariä Himmelfahrt (Königslutter). Auch je ein Spiel- und Bolzplatz, ein Feuerwehrhaus, ein Schießstand und ein Friedhof sind in Klein Steimke vorhanden.
Die Gaststätte Zum Dorfkrug, das Lebensmittelgeschäft, die Poststelle II, die Schule und die südlich des Dorfes gelegene Ziegelei wurde geschlossen. Die Kinder gehen seit 1964, als die Schule in Ochsendorf geschlossen wurde, in die von 1962 bis 1964 neu erbaute Grundschule Hasenwinkel in Wolfsburg-Neindorf. 1969 beschloss der Schulzweckverband Ochsendorf – Klein Steimke seine Auflösung. Träger der Grundschule Hasenwinkel ist der Schulzweckverband Hasenwinkel, der gleichermaßen von den beiden Städten Wolfsburg und Königslutter am Elm  betrieben wird.
In Klein Steimke besteht als Verein der Schützenverein Kl. Steimke von 1894 e.V.

## Hasenwinkel
Klein Steimke gehört mit den Orten Ahmstorf, Almke, Beienrode, Heiligendorf, Neindorf, Ochsendorf, Rennau, Rhode, Rottorf am Klei und Uhry zur Landschaft des Hasenwinkels, der sich südlich an das in der Stadt Wolfsburg aufgegangene Grevenland anschließt. Die Landschaften Hasenwinkel und Grevenland gehörten im späten Mittelalter zum Amt Fallersleben.

## Persönlichkeiten

### Söhne und Töchter von Klein Steimke
- Heinrich Boethius (1551–1622), lutherischer Theologe, Generalsuperintendent von Calenberg
- Erich Lüdecke (* 1922), ehemaliger Fußballtrainer und -spieler

### Persönlichkeiten, die vor Ort gewirkt haben
- Klaus Geyer (1940–2003), Pfarrer im Kirchspiel der Gemeinden Beienrode, Ochsendorf, Uhry und Klein Steimke,[11] 1998 wegen Totschlags an seiner Frau verurteilt